# Йордан Вальчев
Йордан Вальчев (болг. Йордан Вълчев; нар. 20 листопада 1941, Грамада) — болгарський спортсмен, академічний веслувальник, учасник трьох Олімпійських ігор.

## Спортивна кар'єра
На Олімпійських іграх 1968 в Мехіко Йордан Вальчев  з Христо Желевим були четвертими в двійках парних.
1971 року на чемпіонаті Європи Вальчев в одиночках був сьомим.
На Олімпійських іграх 1972 Вальчев в одиночках не зумів пройти в основний фінал і зайняв загальне восьме місце.
1973 року на чемпіонаті Європи в одиночках був п'ятим.
1975 року на чемпіонаті світу в одиночках був дванадцятим, а в двійках парних — сьомим.
На Олімпійських іграх 1976 Вальчев у складі четвірки парних разом з Єфтімом Герзіловим, Мінчо Ніколовим і Христо Желевим зайняв п'яте місце.
Після Олімпіади 1976 завершив кар'єру.

### Виступи на Олімпіадах
| Олімпіада     | Дисципліна                | Місце |
| ------------- | ------------------------- | ----- |
| Мехіко 1968   | двійки парні (чоловіки)   | 4     |
| Мюнхен 1972   | одиночки (чоловіки)       | 8     |
| Монреаль 1976 | четвірки парні (чоловіки) | 5     |